# آدریان اسمیت (سیاستمدار)
آدریان مایکل اسمیت (زاده ۱۹ دسامبر ۱۹۷۰) یک سیاستمدار آمریکایی است که از سال ۲۰۰۷ به عنوان نماینده ایالات متحده برای حوزه انتخابیه سوم نبراسکا  خدمت می‌کند. او عضو حزب جمهوری‌خواه بود و از سال ۱۹۹۹ تا ۲۰۰۷ نماینده ناحیه ۴۸ در مجلس قانونگذاری نبراسکا بود. اسمیت رئیس هیئت کنگره نبراسکا است.
اسمیت در اسکاتس‌بلاف، نبراسکا به دنیا آمد و در سنین جوانی به همراه خانواده‌اش به محله‌ای روستایی در جنوب جرینگ، نبراسکا نقل مکان کرد. پس از فارغ‌التحصیلی از دبیرستان گرینگ در سال ۱۹۸۹، او به دانشگاه لیبرتی رفت. او در اواسط سال دوم کالج به دانشگاه نبراسکا-لینکلن منتقل شد و در سال ۱۹۹۳ فارغ‌التحصیل شد.